# Lista de livros Goosebumps
Esta é uma lista de livros da série Goosebumps. A série é de autoria de Robert Lawrence Stine tendo como gênero literatura infanto-juvenil e terror. A série Goosebumps foi intitulada Arrepios em Portugal. A série lançou diferentes coleções, entre elas a Goosebumps (Arrepios) e a Goosebumps Horrorland (Arrepios Terrorlândia).

## Goosebumps - Arrepios
No idioma original, R. L. Stine publicou pela editora Scholastic sessenta e duas (62) edições. Em Portugal foram lançados quarenta (40) edições pela editora Impresa Publishing. No Brasil vinte e cinco (25) edições foram publicadas pela editora Fundamento e dez (10) pela editora Abril, totalizando trinta e cinco (35) lançamentos e adaptando vinte e seis (26) livros no total, pois nove (9) dos vinte e cinco livros lançados pela editora Fundamento são relançamentos de livros já publicados pela editora Abril. O único livro publicado pela editora Abril que não fora relançado pela editora Fundamento é o The Girl Who Cried Monster (Terror na Biblioteca).
| Título no Brasil (Goosebumps)                                                     | Título em Portugal (Arrepios)       | Título original                    | Lançamento nos Estados Unidos | ISBN nos Estados Unidos | ISBN no Brasil    |
| --------------------------------------------------------------------------------- | ----------------------------------- | ---------------------------------- | ----------------------------- | ----------------------- | ----------------- |
| Bem-Vindo à Casa dos Mortos (Fundamento) A Casa do Terror (Abril)                 | Bem-vindos à Casa da Morte          | Welcome to Dead House              | Julho de 1992                 | 978-0-590-45365-3       | 978-85-7676-023-8 |
| Fique Longe do Porão (Fundamento) O Porão Macabro (Abril)                         | A Cave do Terror                    | Stay Out of the Basement           | Julho de 1992                 | 978-0-590-45366-0       | 978-85-7676-199-0 |
| Sangue de Monstro (Fundamento) Sede de Sangue (Abril)                             | Sangue de monstro                   | Monster Blood                      | Setembro de 1992              | 978-0-590-45367-7       | 978-85-7676-247-8 |
| Sorria e Morra (Fundamento e Abril)                                               | O Sorriso da Morte                  | Say Cheese and Die!                | Novembro de 1992              | 978-0-590-45368-4       | 978-85-7676-563-9 |
| A Maldição da Tumba da Múmia                                                      | A Maldição da Múmia                 | The Curse of the Mummy's Tumb      | Janeiro de 1993               | 978-0-590-45369-1       | 978-85-7676-311-6 |
| Vamos Ficar Invisíveis!                                                           | Um Espelho do Outro Mundo           | Let's Get Invisible!               | Março de 1993                 | 978-0-590-45370-7       | 978-85-7676-347-5 |
| O Mistério do Boneco (Fundamento) O Boneco Assassino (Abril)                      | A Noite do Boneco Vivo              | Night of the Living Dummy          | Maio de 1993                  | 978-0-590-46617-2       | 978-85-7676-032-0 |
| Terror na Biblioteca (Abril)                                                      | Terror na Biblioteca                | The Girl Who Cried Monster         | Maio de 1993                  | 978-0-590-46618-9       | -                 |
| Bem-vindo ao Acampamento dos Pesadelos (Fundamento) Pânico no Acampamento (Abril) | Pânico no Acampamento               | Welcome to Camp Nightmare          | Julho de 1993                 | 978-0-590-46619-6       | 978-85-7676-239-3 |
| O Fantasma da Casa Ao Lado                                                        | O Fantasma da Casa Ao Lado          | The Ghost Next Door                | Agosto de 1993                | 978-0-590-49445-8       | 978-85-7676-485-4 |
| A Máscara Monstruosa (Fundamento) A Máscara Maldita (Abril)                       | A Máscara Maldita                   | The Haunted Mask                   | Setembro de 1993              | 978-0-590-49446-5       | 978-85-7676-484-7 |
| Sem edição no Brasil                                                              | Os Desejos Podem Matar!             | Be Careful What You Wish For...    | Outubro de 1993               | 978-0-590-55703-0       | -                 |
| Sem edição no Brasil                                                              | O Piano Assassino                   | Piano Lessons Can Be Murder        | Novembro de 1993              | 978-0-590-55703-0       | -                 |
| O Lobisomem do Pântano da Febre (Fundamento) O Lobisomem do Pântano (Abril)       | O Lobisomem do Pântano              | The Werewolf of Fever Swamp        | Dezembro de 1993              | 978-0-590-49449-6       | 978-85-7676-200-3 |
| Sem edição no Brasil                                                              | A Face do Terror                    | You Can't Scare Me!                | Janeiro de 1994               | 978-0-590-49450-2       | -                 |
| Um Dia no Parque do Terror (Fundamento) O Parque do Terror (Abril)                | Um Dia no País dos Horrores         | One Day at Horrorland              | Fevereiro de 1994             | 978-0-590-47738-3       | 978-85-7676-564-6 |
| Sem edição no Brasil                                                              | Mutação Fatal                       | Why I'm Afraid of Bees             | Março de 1994                 | 978-0-590-47739-0       | -                 |
| Sem edição no Brasil                                                              | Sangue de Monstro II                | Monster Blood II                   | Abril de 1994                 | 978-0-590-47740-6       | -                 |
| O Segredo do Fundo do Mar                                                         | Perigo nas Profundezas              | Deep Trouble                       | Maio de 1994                  | 978-0-590-47741-3       | 978-85-7676-375-8 |
| O Espantalho Anda à Meia-Noite                                                    | O Espantalho da Meia-Noite          | The Scarecrow Walks at Midnight    | Junho de 1994                 | 978-0-590-47742-0       | 978-85-7676-164-8 |
| Sem edição no Brasil                                                              | A vingança das Minhocas             | Go Eat Worms!                      | Julho de 1994                 | 978-0-590-47743-7       | -                 |
| Praia Fantasma                                                                    | A Praia Assombrada                  | Ghost Beach                        | Agosto de 1994                | 978-0-590-47744-4       | 978-85-7676-140-2 |
| Sem edição no Brasil                                                              | O Regresso da Múmia                 | Return of the Mummy                | Setembro de 1994              | 978-0-590-47745-1       | -                 |
| Sem edição no Brasil                                                              | O Fantasma do Auditório             | Phantom of the Auditorium          | Outubro de 1994               | 978-0-590-48354-4       | -                 |
| Sem edição no Brasil                                                              | O Ataque do Mutante                 | Attack of the Mutant               | Novembro de 1994              | 978-0-590-48355-1       | -                 |
| Sem edição no Brasil                                                              | Uma Aventura Peluda                 | My Hairiest Adventure              | Dezembro de 1994              | 978-0-590-48350-6       | -                 |
| Sem edição no Brasil                                                              | Uma Noite na Torre do Terror        | A Night in Terror Tower            | Janeiro de 1995               | 978-0-590-48351-3       | -                 |
| Sem edição no Brasil                                                              | O Feitiço do Relógio de Cuco        | The Cuckoo Clock of Doom           | Fevereiro de 1995             | 978-0-606-07404-9       | -                 |
| Sem edição no Brasil                                                              | Sangue de Monstro III               | Monster Blood III                  | Março de 1995                 | 978-0-590-48347-6       | -                 |
| Ele Saiu de Baixo da Pia                                                          | A Esponja Demoníaca                 | It Came from Beneath the Sink!     | Abril de 1995                 | 978-0-590-48347-6       | 978-85-7676-161-7 |
| Sem edição no Brasil                                                              | A Noite do Boneco Vivo II           | Night of the Living Dummy II       | Maio de 1995                  | 978-0-7857-7420-4       | -                 |
| O Latido do Cão Fantasma                                                          | Os Uivos do Fantasma                | The Barking Ghost                  | Junho de 1995                 | 978-0-590-48344-5       | 978-85-7676-405-2 |
| Terror no Acampamento Rei Geleião                                                 | Horror no Acampamento do Rei Geleia | The Horror at Camp Jellyjam        | Julho de 1995                 | 978-0-590-48345-2       | 978-85-7676-458-8 |
| Sem edição no Brasil                                                              | A Revolta dos Gnomos                | Revenge of the Lawn Gnomes         | Agosto de 1995                | 978-0-590-48346-9       | -                 |
| Um Choque na Rua Shock                                                            | Pesadelo na Rua dos Horrores        | A Schocker on Shock Street         | Setembro de 1995              | 978-0-590-48340-7       | 978-85-7676-380-2 |
| Sem edição no Brasil                                                              | A máscara maldita II                | The Haunted Mask II                | Outubro de 1995               | 978-0-590-56873-9       | -                 |
| Sem edição no Brasil                                                              | O Fantasma Decapitado               | The Headless Ghost                 | Novembro de 1995              | 978-0-590-45365-3       | -                 |
| O Abominável Homem das Neves de Pasadena                                          | O Abominável Homem das Neves        | The Abominable Snowman of Pasadena | Dezembro de 1995              | 978-0-439-56824-1       | 978-85-7676-371-0 |
| A História da Minha Cabeça Encolhida                                              | A Magia da Cabeça Encolhida         | How I Got My Shrunken Head         | Janeiro de 1996               | 978-0-590-56876-0       | 978-85-7676-163-1 |
| Sem edição no Brasil                                                              | A Noite do Boneco Vivo III          | Night of the Living Dummy III      | Fevereiro de 1996             | 978-0-439-66989-4       | -                 |
| Sem edição no Brasil e em Portugal                                                | Sem edição no Brasil e em Portugal  | Bad Hare Day                       | Março de 1996                 | 978-0-439-66216-1       | -                 |
| Ovos Monstruosos Vindos de Marte                                                  | Sem edição em Portugal              | Egg Monsters from Mars             | Abril de 1996                 | 978-0-590-48340-7       | 978-85-7676-160-0 |
| Sem edição no Brasil e em Portugal                                                | Sem edição no Brasil e em Portugal  | The Beast from the East            | Maio de 1996                  | 978-0-590-56880-7       | -                 |
| Sorria e Morra... Outra Vez!                                                      | Sem edição em Portugal              | Say Cheese and Die...Again!        | Junho de 1996                 | 978-0-590-56881-4       | 978-85-7676-090-0 |
| Acampamento Fantasma                                                              | Sem edição em Portugal              | Ghost Camp                         | Julho de 1996                 | 978-0-439-56831-9       | 978-85-7676-120-4 |
| Como Matar um Monstro                                                             | Sem edição em Portugal              | How to Kill a Monster              | Agosto de 1996                | 978-0-590-56883-8       | 978-85-7676-133-4 |
| Sem edição no Brasil e em Portugal                                                | Sem edição no Brasil e em Portugal  | Legend of the Lost Legend          | Setembro de 1996              | 978-0-590-56884-5       | -                 |
| Sem edição no Brasil e em Portugal                                                | Sem edição no Brasil e em Portugal  | Attack of the Jack-O'-Lanterns     | Outubro de 1996               | 978-0-590-56885-2       | -                 |
| Sem edição no Brasil e em Portugal                                                | Sem edição no Brasil e em Portugal  | Vampire Breath                     | Novembro de 1996              | 978-0-590-56886-9       | -                 |
| Sem edição no Brasil e em Portugal                                                | Sem edição no Brasil e em Portugal  | Calling All Creeps!                | Dezembro de 1996              | 978-0-590-56887-6       | -                 |
| Sem edição no Brasil e em Portugal                                                | Sem edição no Brasil e em Portugal  | Beware, the Snowman                | Janeiro de 1997               | 978-0-590-56888-3       | -                 |
| Sem edição no Brasil e em Portugal                                                | Sem edição no Brasil e em Portugal  | How I Learned to Fly               | Fevereiro de 1997             | 978-0-590-56889-0       | -                 |
| Sem edição no Brasil e em Portugal                                                | Sem edição no Brasil e em Portugal  | Chicken, Chicken                   | Março de 1997                 | 978-0-590-56890-6       | -                 |
| Sem edição no Brasil e em Portugal                                                | Sem edição no Brasil e em Portugal  | Don't Go to Sleep!                 | Abril de 1997                 | 978-0-590-56891-3       | -                 |
| Sem edição no Brasil e em Portugal                                                | Sem edição no Brasil e em Portugal  | The Blob That Ate Everyone         | Maio de 1997                  | 978-0-590-56892-0       | -                 |
| Sem edição no Brasil e em Portugal                                                | Sem edição no Brasil e em Portugal  | The Curse of Camp Cold Lake        | Junho de 1997                 | 978-0-590-56893-7       | -                 |
| Sem edição no Brasil e em Portugal                                                | Sem edição no Brasil e em Portugal  | My Best Friend Is Invisible        | Julho de 1997                 | 978-0-590-56894-4       | -                 |
| Sem edição no Brasil e em Portugal                                                | Sem edição no Brasil e em Portugal  | Deep Trouble II                    | Agosto de 1997                | 978-0-590-56895-1       | -                 |
| Sem edição no Brasil e em Portugal                                                | Sem edição no Brasil e em Portugal  | The Haunted School                 | Setembro de 1997              | 978-0-590-56897-5       | -                 |
| Sem edição no Brasil e em Portugal                                                | Sem edição no Brasil e em Portugal  | Werewolf Skin                      | Outubro de 1997               | 978-0-590-39053-8       | -                 |
| Sem edição no Brasil e em Portugal                                                | Sem edição no Brasil e em Portugal  | I Live in Your Basement!           | Novembro de 1997              | 978-0-590-39986-9       | -                 |
| Sem edição no Brasil e em Portugal                                                | Sem edição no Brasil e em Portugal  | Monster Blood IV                   | Dezembro de 1997              | 978-0-590-39987-6       | -                 |

## Goosebumps HorrorLand - Arrepios TerrorLândia
Os livros Goosebumps HorrorLand no Brasil, foram lançadas todas as dezenove (19) edições pela Editora Fundamento. Em Portugal, foram lançadas dez (10) edições pela Porto Editora. Há previsão de que mais edições sejam lançados em Portugal.
| Título no Brasil (Goosebumps HorrorLand) | Título em Portugal (Arrepios TerrorLândia) | Título original                   | Lançamento nos Estados Unidos | ISBN nos Estados Unidos | ISBN no Brasil    |
| ---------------------------------------- | ------------------------------------------ | --------------------------------- | ----------------------------- | ----------------------- | ----------------- |
| A Vingança do Boneco Vivo                | A Vingança do Boneco Vivo                  | Revenge of the Living Dummy       | 1 de abril de 2008            | 978-0-439-91869-5       | 978-85-7676-735-0 |
| Rastejando das Profundezas               | Trevas nas Profundezas                     | Creep from the Deep               | 1 de abril de 2008            | 978-0-439-91870-1       | 978-85-7676-736-7 |
| Sangue de Monstro para o Café da Manhã!  | Sangue de Monstro pela Manhã               | Monster Blood For Breakfast!      | 1 de junho de 2008            | 978-0-439-91871-8       | 978-85-7676-709-1 |
| O Grito da Máscara Assombrada            | O Grito da Máscara Maldita                 | The Scream of the Haunted Mask    | 1 de agosto de 2008           | 978-0-439-91872-5       | 978-85-7676-828-9 |
| Dr. Maluco VS Robby Schwartz             | Dr. Maníaco vs. Robby Schwartz             | Dr. Maniac vs. Robby Schwartz     | 1 de outubro de 2008          | 978-0-439-91873-2       | 978-85-7676-829-6 |
| A Casa das Múmias                        | Onde Está a Múmia?                         | Who's Your Mummy?                 | 1 de janeiro de 2009          | 978-0-439-91874-9       | 978-85-7676-830-2 |
| Meus Amigos me Chamam de Monstro         | Os Meus Amigos Chamam-me Monstro           | My Friends Call Me Monster        | 1 de outubro de 2008          | 978-0-439-91875-6       | 978-85-7676-873-9 |
| Diga Xis e Grite até Morrer!             | Sorri...Pela Última Vez!                   | Say Cheese - And Die Screaming!   | 1 de março de 2009            | 978-0-439-91876-3       | 978-85-7676-874-6 |
| Bem-vindo ao Acampamento Rastejante      | Sarilhos Serpentinos!                      | Welcome to Camp Slither           | 15 de abril de 2009           | 978-0-439-91877-0       | 978-85-7676-875-3 |
| Socorro! Temos Estranhos Poderes!        | Socorro! Temos Superpoderes!               | Help! We Have Strange Powers!     | 15 de abril de 2009           | 978-0-439-91878-7       | 978-85-395-0133-5 |
| Fuja do Parque do Terror                 | No momento, não há edição                  | Escape From HorrorLand            | 1 de junho de 2009            | 978-0-439-91879-4       | 978-85-7676-933-0 |
| As Ruas do Parque do Pânico              | No momento, não há edição                  | The Streets of Panic Park         | 1 de julho de 2009            | 978-0-439-91880-0       | 978-85-395-0185-4 |
| O Uivo do Cachorro Fantasma              | No momento, não há edição                  | When the Ghost Dog Howls          | 1 de janeiro de 2010          | 978-0-545-16194-7       | 978-85-395-0569-2 |
| A Lojinha dos Hamsters                   | No momento, não há edição                  | Little Shop of Hamsters           | 1 de março de 2010            | 978-0-545-16195-4       | 978-85-395-0570-8 |
| Cara, Você Perdeu!                       | No momento, não há edição                  | Heads, You Lose                   | 1 de maio de 2010             | 978-0-545-16196-1       | 978-85-395-0780-1 |
| Um Dia das Bruxas Bizarro                | No momento, não há edição                  | Weirdo Halloween: Special Edition | 1 de julho de 2010            | 978-0-545-16197-8       | 978-85-395-0761-0 |
| O Mágico de Gozma                        | No momento, não há edição                  | The Wizard of Ooze                | 1 de setembro de 2010         | 978-0-545-16198-5       | 978-85-395-0542-5 |
| Infeliz Ano Novo!                        | No momento, não há edição                  | Slappy New Year                   | 1 de novembro de 2010         | 978-0-545-16199-2       | 978-85-395-0979-9 |
| Terror na Casa do Arrepio                | No momento, não há edição                  | The Horror at Chiller House       | 1 de janeiro de 2011          | 978-0-545-16200-5       | 978-85-395-0980-5 |

## Goosebumps Hall of Horrors - Goosebumps Castelo dos horrores
Os livros Goosebumps Hall of Horrors no Brasil, foram lançadas três (3) edições pela Editora Fundamento.
| Título no Brasil (Goosebumps Castelo dos horrores) | Título em Portugal (Arrepios Castelo dos horrores) | Título original                               | Lançamento nos Estados Unidos | ISBN nos Estados Unidos | ISBN no Brasil    |
| -------------------------------------------------- | -------------------------------------------------- | --------------------------------------------- | ----------------------------- | ----------------------- | ----------------- |
| Garras                                             | No momento, não há edição                          | Claws!                                        | 1 de março de 2011            | 978-0-545-28933-7       | 978-85-395-0452-7 |
| A Noite em que o Mundo Cresceu                     | No momento, não há edição                          | Night of the Giant Everything                 | 1 de maio de 2011             | 978-0-545-28935-1       | 978-85-395-0523-4 |
| As Cinco Máscaras do Dr. Gritus                    | No momento, não há edição                          | The Five Masks of Dr. Screem: Special Edition | 1 de julho de 2011            | 978-0-545-28936-8       | 978-85-395-0543-2 |
| No momento, não há edição                          | No momento, não há edição                          | Why I Quit Zombie School                      | 1 de outubro de 2011          | 978-0-545-28932-0       | -                 |
| No momento, não há edição                          | No momento, não há edição                          | Don't Scream!                                 | 1 de janeiro de 2012          | 978-0-545-28937-5       | -                 |
| No momento, não há edição                          | No momento, não há edição                          | The Birthday Party of No Return               | 1 de abril de 2012            | 978-0-545-28938-2       | -                 |

## Goosebumps Most Wanted - Goosebumps Os Mais Procurados
Os livros Goosebumps Most Wanted no Brasil, foram lançadas duas (2) edições pela Editora Fundamento.
| Título no Brasil (Goosebumps Os Mais Procurados) | Título em Portugal (Arrepios Os Mais Procurados) | Título original                  | Lançamento nos Estados Unidos | ISBN nos Estados Unidos | ISBN no Brasil    |
| ------------------------------------------------ | ------------------------------------------------ | -------------------------------- | ----------------------------- | ----------------------- | ----------------- |
| O Planeta dos Gnomos de Jardim                   | No momento, não há edição                        | Planet of the Lawn Gnomes        | 1 de outubro de 2012          | 978-0-545-41798-3       | 978-85-395-1216-4 |
| O Filho Mais Procurado                           | No momento, não há edição                        | Son of Slappy                    | 1 de janeiro de 2013          | 978-0-545-41799-0       | 978-85-395-1217-1 |
| No momento, não há edição                        | No momento, não há edição                        | How I Met My Monster             | 1 de abril de 2013            | 978-0-545-41800-3       | -                 |
| No momento, não há edição                        | No momento, não há edição                        | Frankenstein's Dog               | 30 de julho de 2013           | 978-0-545-41801-0       | -                 |
| No momento, não há edição                        | No momento, não há edição                        | Dr. Maniac Will See You Now      | 24 de setembro de 2013        | 978-0-545-41802-7       | -                 |
| No momento, não há edição                        | No momento, não há edição                        | Creature Teacher: The Final Exam | 25 de fevereiro de 2014       | 978-0-545-62773-3       | -                 |
| No momento, não há edição                        | No momento, não há edição                        | A Nightmare on Clown Street      | 24 de fevereiro de 2015       | 978-0-545-62774-0       | -                 |
| No momento, não há edição                        | No momento, não há edição                        | Night of the Puppet People       | 29 de setembro de 2015        | 978-0-545-62775-7       | -                 |
| No momento, não há edição                        | No momento, não há edição                        | Here Comes the Shaggedy          | 23 de fevereiro de 2016       | 978-0-545-82547-4       | -                 |
| No momento, não há edição                        | No momento, não há edição                        | Lizard of Oz                     | 27 de setembro de 2016        | 978-0-545-82549-8       | -                 |